# Nana dels Peixos I
|  | No s'ha de confondre amb Nana dels Peixos o Nana dels Peixos II. |

Peixos I (Psc I) o la sobredensitat de Peixos és una aglomeració d'estrelles en l'halo de la Via Làctia, que pot ser una galàxia nana esferoidal alterada. S'hi troba a la constel·lació dels Peixos i es va descobrir el 2009 mitjançant l'anàlisi de la distribució de les estrelles RR Lyrae a partir de les dades obtingudes per les dades de l'Sloan Digital Sky Survey. La galàxia s'hi troba a una distància d'uns 80 kpc del Sol i es desplaça cap a ella amb una velocitat d'uns 75 km/s.
Peixos I és un dels satèl·lits més febles de la Via Làctia. S'estima que la seva massa és d'almenys 105 masses solars. No obstant això, té una gran mida en graus (al voltant d'1 kpc) i pot estar en una fase de transició entre una galàxia gravitatòriament unida i un sistema completament desvinculat. Peixos I s'hi troba a prop del pla, on hi ha els núvols magallànics. Pot existir una connexió entre el corrent magallànic i aquesta galàxia.